# Dailza Damas
Dailza Damas Ribeiro (Califórnia, 6 de dezembro de 1957 — Bombinhas, 6 de novembro de 2008) foi uma nadadora brasileira de grandes travessias.
Dailza era uma dos treze filhos de uma lavadeira e de um carroceiro, e mudou-se cedo para Apucarana. Teve um filho, mas não chegou a se casar.
Sem nenhum histórico esportivo, deu as primeiras braçadas aos 28 anos, como forma de ajudar e incentivar o filho a praticar o esporte e a superar uma bronquite.
Em 1992, a atleta atravessou os 59 quilômetros do Canal da Mancha, entre a Inglaterra e a França, em 19 horas e 16 minutos, tornando-se a segunda brasileira a conseguir tal feito (a primeira brasileira a cruzar o canal foi a paraibana Kay France, em 1979). De uma margem a outra, ela perdeu seis quilos. Viria a repetir o feito três anos mais tarde, em 1995, com o tempo de 10 horas e 48 minutos. No currículo ela também tinha as travessias do estreito de Gibraltar, entre África e Europa; do lago Titicaca, na Bolívia; do canal de Catalina, na Califórnia; e uma volta em torno de Fernando de Noronha. 
Um mês antes de morrer aos 50 anos, havia retirado um tumor no cérebro, e estava em fase de recuperação e já planejando novas aventuras. Ela sofreu uma parada cardíaca e chegou a ser hospitalizada, mas não resistiu. 